# Claude Lelouch
Claude Lelouch (Paris, 30 de outubro de 1937) é um argumentista (roteirista), produtor e cineasta francês.

## Filmografia
- Le Propre de l'homme (1960)
- L'Amour avec des si (1962)
- La Femme spectacle (1963)
- Une fille et des fusils (1964)
- Les Grands Moments (1965)
- Un homme et une femme (1966)
- Viver para Viver - no original Vivre pour vivre (1967)
- La Vie, l'amour, la mort (1968)
- 13 jours en France (1968)
- Un Homme qui me plaît (1969)
- Le Voyou (1970)
- Smic, Smac, Smoc (1971)
- L'aventure c'est l'aventure (1972)
- La Bonne Année (1973)
- Mariage (1974)
- Toute Une Vie (1974)
- Le Bon et les méchants (1975)
- Le Chat et la souris (1975)
- C'était un rendez-vous (1976)
- Si c'était à refaire (1976)
- Un autre homme, une autre chance (1977)
- Robert et Robert (1978)
- À nous deux (1979)
- Les uns et les autres (1981)
- Édith et Marcel (1982)
- Viva la vie (1983)
- Partir, revenir (1984)
- Attention bandits (1986)
- Um Homem e uma Mulher - no original Un homme et une femme : vingt ans déjà (1986)
- Itinéraire d'un enfant gâté (1988)
- Il y a des jours... et des lunes (1989)
- La Belle Histoire (1992)
- Tout ça... pour ça ! (1992)
- Les misérables (filme de 1995) (1995)
- Lumière et compagnie (1995)
- Hommes, femmes, mode d'emploi (1996)
- Hasards ou coïncidences (1997)
- Une pour toutes (1999)
- And now... Ladies and Gentlemen (2001)
- 11'901 September 11 (2002) (segmento "France")
- Les Parisiens (2004)
- Le bonheur c'est encore mieux que la vie (2005)
- Roman de Gare (2007)
- Ces amours là (2010)
- D'un film à l'autre (2011)
- Salaud, on t'aime ! (2014)